# Liste der Baudenkmale in Waikanae
Die Liste der Baudenkmale in Waikanae umfasst alle vom New Zealand Historic Places Trust (NZHPT) als „Historic Place“ oder „Historic Area“ eingestuften Baudenkmale und Flächendenkmale der neuseeländischen Ortschaft Waikanae. Die Angaben stammen aus dem Register des NZHPT. Die Bezeichnungen der Baudenkmale orientieren sich an diesem Register. In die Liste werden auch bekannte Wahi Tapu (Area), kulturell und religiös bedeutsame Stätten und Gebiete der Māori, aufgenommen. Sie werden jedoch meist nicht publiziert.

| Bild | Bezeichnung                     | Ort                                        | Anschrift                                                                              | Beschreibung             | Bauzeit | Eintrag        | Nummer | Kat. |
| ---- | ------------------------------- | ------------------------------------------ | -------------------------------------------------------------------------------------- | ------------------------ | ------- | -------------- | ------ | ---- |
| BW   | Scottish Kirk                   | Waikanae                                   | 5 Akatarawa Road, Reikorangi, Karte                                                    | Kirche                   | 1862    | 22. April 1998 | 7422   | 1    |
|      | Union Parish Church [Relocated] | Waikanae (ehemals Manaia, Region Taranaki) | 20 Reikorangi Road                                                                     |                          |         |                | 0939   | 2    |
|      | Kildoon House                   | Waikanae                                   | 48 Winara Avenue                                                                       |                          |         |                | 4104   | 2    |
|      | Kildoon Stables                 | Waikanae                                   | 48 Winara Avenue                                                                       | Stallungen               |         |                | 4105   | 2    |
| BW   |                                 | Waikanae                                   | 4 Pehi Kupa Street Karte                                                               | Begräbnisplatz der Maori | n.a.    | 26. Juni 2013  | 7263   | WT   |
|      | Takamore                        | Waikanae Beach                             | Flaxmere Street, Gates Road, Weggery Drive, Waikanae River, Kauri Road und Puriri Road |                          |         |                | 7263   | WTA  |